# Viridomarus capitatus
Viridomarus capitatus är en insektsart som beskrevs av William Lucas Distant 1918. Viridomarus capitatus ingår i släktet Viridomarus och familjen dvärgstritar. Inga underarter finns listade i Catalogue of Life.